# Jean Firges
Jean Firges (* 25. April 1934 in Sankt Vith, Belgien; † 13. Juni 2014), auch Johann Firges oder Hannes Anderer (Pseudonym), war ein in Ostbelgien aufgewachsener, später deutscher (und auf Deutsch schreibender) Literaturwissenschaftler und Schriftsteller.

## Leben
Jean Firges studierte Germanistik, Romanistik und Italianistik an den Universitäten Löwen, Heidelberg, Freiburg, Genua und Köln. In Köln promovierte er 1959 bei Wilhelm Emrich über die Lyrik Paul Celans. Nach der Promotion und dem anschließenden Referendariat war er fünf Jahre lang als Studienrat an einem Gymnasium in Köln tätig, daraufhin wurde er Assistent an der Pädagogischen Hochschule Rheinland in Aachen. 1970 folgte er dem Ruf als Professor für französische Sprache und Literatur an die Pädagogische Hochschule Ludwigsburg. Seit 1999 war Firges im Ruhestand.
Jean Firges absolvierte 1997/98 eine Ausbildung in systemischer Therapie. 1997 gründete er den literarischen und wissenschaftlichen Sonnenberg Verlag, der zunächst in Annweiler am Trifels ansässig war und mittlerweile nach Landshut umgezogen ist.

## Forschungsschwerpunkt Celan
Seit 1957 befasste sich Firges mit dem Werk Celans. Damals waren gerade die ersten beiden Bände des Dichters erschienen, „Mohn und Gedächtnis“ und „Von Schwelle zu Schwelle“. In diesem Jahr lernte Firges auch Celan bei einem Besuch in Paris persönlich kennen. 1959 schrieb er bei Wilhelm Emrich seine Dissertation, die erste in Deutschland zu Celan verfasste. Er beschäftigte sich auch weiterhin forschend mit den Gedichten Celans und mit der Sekundärliteratur; seit 1989 publizierte er selber wieder über ihn. Zuletzt veröffentlichte er 2011, im Rahmen einer ausführlichen Biografie des Dichters, mit Schwarze Sonne Schwermut ein Buch über Celans fortschreitende psychische Erkrankung. Firges untersuchte dabei Celans schizoide Melancholie einerseits aus Sicht der systemischen Therapie und andererseits aus der Perspektive der Psychoanalyse nach Sigmund Freud.

## Publikationen

### Zu Paul Celan
- Die Gestaltungsschichten in der Lyrik Celans, ausgehend vom Wortmaterial. Dissertation, Köln 1959.[1]
- Sprache und Sein in der Dichtung P. Celans. In: Muttersprache. 72. Jahrgang, Heft 9, 1969, S. 261–269
- Citation et date dans la Poésie de P. C. In Christian Klein (Hrsg.): Réécritures. Heine, Kafka, Celan, Müller. Essais sur l’intertextualité dans la littérature allemande du XXème siècle. Reihe: Ludwigsburger Hochschulschriften, n° 11, Presses Universitaires de Grenoble 1989, S. 52–109
- En quête d‘identité. Le cheminement de P. C. entre deux mythes. In: Mythes et Mythologies en Histoire de la Langue et de la Littérature. Actes du Huitième Colloque de l‘Université de Nantes. Direction Daniel Briolet, Nantes 1991, S. 117–137
- „Den Acheron durchquert ich“. Einführung in die Lyrik P. Celans. Vier Motivkreise: Die Reise, der Tod, der Traum, die Melancholie. Ludwigsburger Hochschulschriften, 18. Stauffenburg, Tübingen 1998 / 1999, ISBN 3-86057-067-6
  - Rezension von Theo Buck in: "Krautgarten – Forum für junge Literatur," 34, April 1999, Zeitschrift, St. Vith
- Vom Osten gestreut, einzubringen im Westen. Jüdische Mystik in der Dichtung Paul Celans. Sonnenberg, Annweiler 1999
  - (1998, 1999) Rezension beider Bücher
- Paul Celan: Die beiden Türen der Welt. Gedichtinterpretationen. Sonnenberg, Annweiler 2001
- Die Allegorie in der Dichtung Paul Celans. In: Symbolon. Jahrbuch für Symbolforschung. Neue Folge Band 15. Hg. Gesellschaft für wissenschaftliche Symbolforschung, Peter Lang, Frankfurt 2002, ISBN 978-3-631-38959-1, ISSN 0082-0660, S. 47–74
  - wieder in: Andrei Corbea-Hoisie, George Gutu, Martin Hainz (Hrsg.): Stundenwechsel. Neue Perspektiven zu Alfred Margul-Sperber, Rose Ausländer, Paul Celan, Immanuel Weissglas, Reihen: GGR-Beiträge, 9; und Jassyer Beiträge zur Germanistik, 9. Hg. Gesellschaft der Germanisten Rumäniens GGR. Verlage: Editura Paideia, Bucureşti; Editura Universităţii "Alexandru Ioan Cuza", Iaşi; und Hartung-Gorre, Konstanz, alle 2002, ISBN 3-89649-796-0, S. 219–246
- Ein Satyrspiel? Kommentar zu Celans Lesung in Bonn, 17. November 1958. In: Hans Michael Speier (Hrsg.): Celan-Jahrbuch. Band 8, 2001/02, Heidelberg, S. 330–333[2]
- P. C.: Identité juive dans les poèmes de la ‚Niemandsrose‘. In: Marie-Hélène Quéval (Hrsg.): Lectures d’une œuvre: Paul Celan, "Die Niemandsrose" Ed. du Temps, Nantes 2002, ISBN 2-84274-205-2, S. 89–112
- Wurde die Todesfuge Paul Celan zum Verhängnis? In: Bruno Kartheuser (Hrsg.): Kraut und Pflaster. Zum 25. Geburtstag der Literaturzeitschrift Krautgarten. Edition Krautgarten, St. Vith 2007, ISBN 2-87316-026-8 Buch (PDF; 77 kB), S. 31–37
- P. C., Georg Büchner, Jakob Michael Reinhold Lenz: Der Gang durchs Gebirg. Der Gang im Gebirg. Sonnenberg, Annweiler 2010, ISBN 978-3-933264-58-9
- Schwarze Sonne Schwermut. Die Melancholie als kreative und destruktive Kraft in Leben und Dichtung Paul Celans. Sonnenberg, Annweiler 2011, ISBN 978-3-933264-67-1
  - Rezension von Gabriele Weingartner: Die Melancholie des Dichters. Auf den Spuren der Dichtung von P. C. In: Die Rheinpfalz, 5. Mai 2012

### Über französischsprachige Literatur
- Jean-Paul Sartre. Der Blick. Sartres Theorie des Anderen. Annweiler 2000
- Albert Camus. Das Absurde und die Revolte. Die Suche nach einem neuen Mythos. Annweiler 2000
- Michel de Montaigne, Das Glück dieser Welt. Skeptischer Humanismus im 16. Jh. Annweiler 2001
- Charles Baudelaire: „Die Blumen des Bösen“. Interpretationen, Annweiler 2001
- Madame de La Fayette: „Die Prinzessin von Clèves“. Die Entdeckung des Individuums im französischen Roman des 17. Jh. Annweiler 2001
- Anouilhs „Antigone.“ Ein Exempel der Pathologie oder der Metaphysik? In: Die neueren Sprachen. Jahrgang 11, 1972, S. 595–607
  - Jean Anouilh: Antigone. Das Verlangen nach dem Absoluten. Annweiler 2003
- Molière: Der Menschenfeind. Plädoyer gegen eine verlogene Gesellschaft. Annweiler 2003
- George Sand. Die Utopie von Freiheit und Gleichheit. 2004
- Jean-Jacques Rousseau: „Julie oder Die neue Heloise“. Die Genese der bürgerlichen Ideologie. Annweiler 2004
- Montesquieu: Perserbriefe. Roman der Frühaufklärung, Sonnenberg, Annweiler 2005
- Jean Racine: Phèdre. Die Dämonie der Liebe, Sonnenberg, Annweiler 2008
- Pierre Corneille: Le Cid. Der Schwanengesang des Adels, Sonnenberg, Annweiler 2008
- Marcel Proust: Die verlorene Zeit. Die wiedergefundene Zeit.[3] Exemplarische Reihe Literatur und Philosophie, 28. Sonnenberg, Annweiler 2009, ISBN 978-3-933264-57-2
- Guillaume Apollinaire: Rhénanes – Rheinlieder. Interpretation.[4] Nr. 30. Sonnenberg, Annweiler 2010, ISBN 978-3-933264-62-6
- Pascal und Teilhard de Chardin. Zwei Weltbilder im Widerstreit. Exemplarische Reihe Literatur und Philosophie, 32. Sonnenberg, Annweiler 2011, ISBN 3-933264-65-0 (mit Lit.)
- Denis Diderot: Das philosophische und schriftstellerische Genie der französischen Aufklärung. Biographie und Werkinterpretation. Sonnenberg, Annweiler 2013, ISBN 3-933264-75-8

### Über deutschsprachige Literatur
- Rose Ausländer: „Ich, Mosestochter“. Gedichtinterpretationen, Annweiler 2001
- Das Nibelungenlied. Ein Epos der Stauferzeit. Annweiler 2001
- Theodor Storm. Idylle und Verfall in seiner Dichtung. Annweiler 2001
- Hölderlin. Trauer um Diotima. Annweiler 2002[5]
- Eduard Mörike. Dichter der Nacht. Annweiler 2004
- Walther von der Vogelweide. Dichter der Stauferzeit. Annweiler 2007
- Ingeborg Bachmann: Malina. Die Zerstörung des weiblichen Ich. Annweiler 2008
  - Rezension: Rolf Löchel: Literarische Konstruktion und psychische Bisexualität. J. F. geht anhand von … „Malina“ der Zerstörung des weiblichen Ichs nach.
- Georg Herwegh, eine Symbolfigur des Vormärz. In: Hartmut Melenk und Klaus Bushoff (Hrsg.): 1848. Literatur, Kunst und Freiheit im europäischen Rahmen. Fillibach, Freiburg 1998, ISBN 3-931240-09-6

### Literarische Werke als „Hannes Anderer“
- Siehe Hauptartikel Melusine (Anderer)
  - Unterwegs zu Melusine. 2006
  - Begegnung mit Melusine. 2007
- Aufbruch nach Kythera. Vier Erzählungen. Annweiler 2008
- Die ligurische Braut. Roman. Sonnenberg, Annweiler 2012, ISBN 978-3-933264-68-8[6]

sowie Beiträge in der Zs. Krautgarten und in Anthologien zur Literatur Ostbelgiens im Verlag der Zeitschrift.

### Arbeiten zur Didaktik der Landeskunde und des Sprachunterrichts
- mit Manfred Pelz (Hrsg.): Innovationen des audiovisuellen Sprachunterrichts. Frankfurt 1976
- mit Hartmut Melenk: Ludwigsburg. Der Weg von der Residenzstadt zur mittleren Industrie- und Handelsstadt. Ein Beitrag zum frankreichkundlichen Programm der Städtepartnerschaft. Ludwigsburg 1980
  - dies.: Montbéliard. Von der Fürstenresidenz zur modernen Industriestadt. Ein landeskundlicher Beitrag zur Städtepartnerschaft Ludwigsburg–Montbéliard. Ludwigsburg 1983
- Hg. mit Hartmut Melenk, Günter Strauch, Reinhard Zeh, Dieter Nold: Elfter Fremdsprachendidaktiker-Kongreß: Region – Drama – Politik – Spracherwerb. Reihe Ludwigsburger Hochschulschriften, 7. Gunter Narr, Tübingen 1987 (Zugl. 11. Arbeitstagung der Fremdsprachendidaktiker an Hochschulen und Ausbildungsseminaren, Pädagogische Hochschule Ludwigsburg 7.–9. Oktober 1985)
- Die Stadt Paris. Geschichte ihrer Entwicklung und Urbanisierung. Kulturgeschichtliche Reihe Band 3, Annweiler 1998, 2002, ISBN 3-933264-00-6

(Quelle:)